# Mike Sandlock

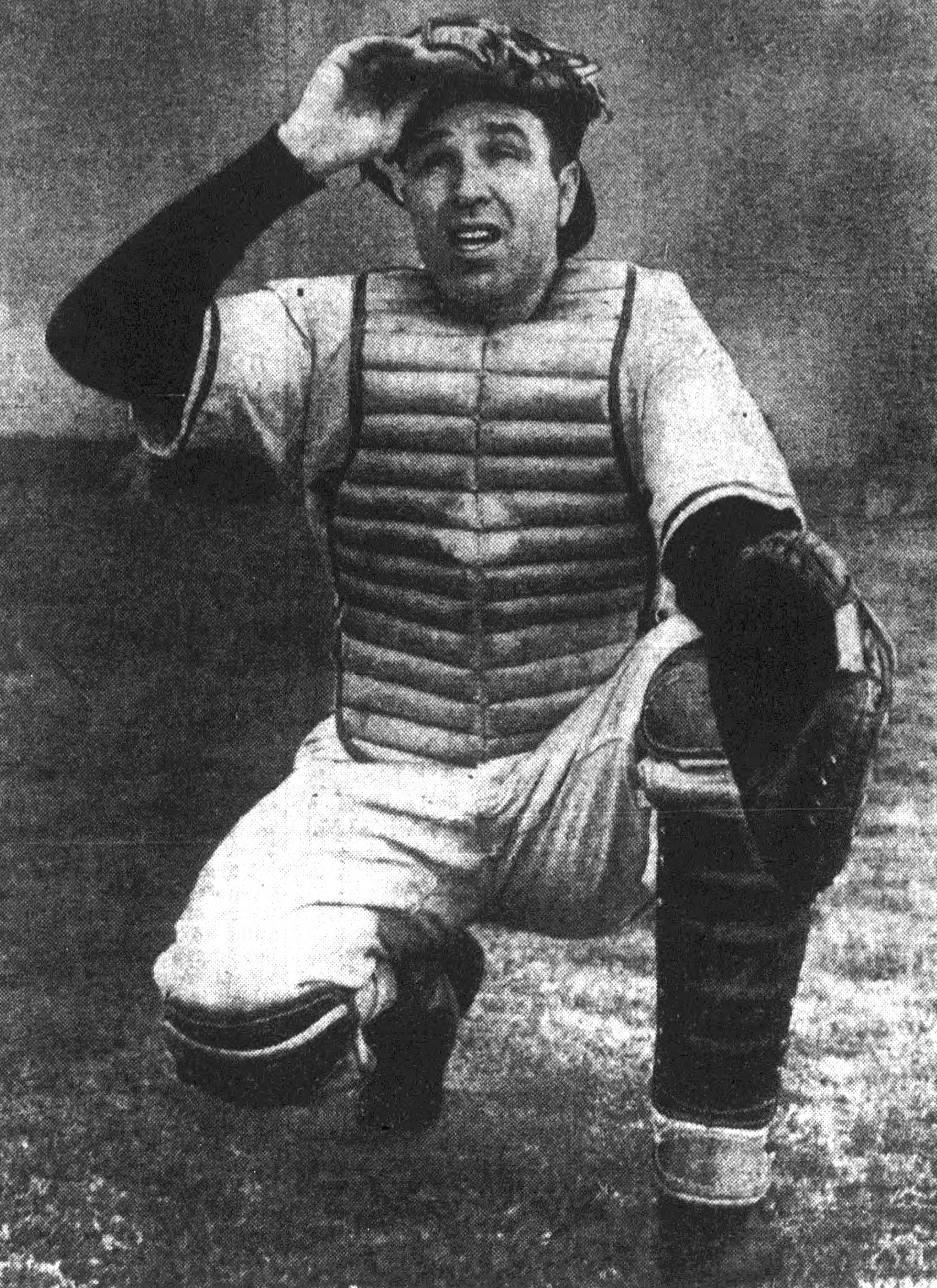
Photo du joueur de baseball américain Mike Sandlock (1915 - 2016) en 1951

Michael Joseph Sandlock (né le 17 octobre 1915 à Old Greenwich (Connecticut) et mort le 4 avril 2016 à Cos Cob (Connecticut)) est un receveur de baseball américain. Il était le doyen des anciens joueurs de la Ligue majeure de baseball.

## Biographie
Sa carrière professionnelle se déroule de 1938 à 1954. Il joue notamment dans la Ligue majeure de baseball pour les Braves de Boston en 1942 et 1944, les Dodgers de Brooklyn en 1945 et 1946, puis les Pirates de Pittsburgh en 1953. Il entre dans les majeures en 1942 mais ne joue que deux matchs pour les Braves avant que sa carrière ne soit interrompue par la Seconde Guerre mondiale : il se joint à l'effort de guerre et fabrique des munitions dans une usine de Chrysler. Il reprend sa carrière en 1944. En 195 matchs joués au total dans le baseball majeur, il compte 107 coups sûrs, deux coups de circuit, 31 points produits et 34 points marqués. Sa moyenne au bâton s'est élevée à ,240.
Depuis le décès de Connie Marrero le 23 avril 2014, Mike Sandlock est le plus âgé des anciens joueurs de la Ligue majeure de baseball. Il célèbre ses 100 ans le 17 octobre 2015 et est l'ancien joueur le plus âgé des franchises des Braves d'Atlanta (autrefois à Boston), des Dodgers de Los Angeles (anciennement basés à Brooklyn) et des Pirates de Pittsburgh.
Durant ses années en ligues mineures, Sandlock évolue pour les Royaux de Montréal en 1947 et 1948 : il frappe pour ,238 de moyenne au bâton avec 59 points produits en 180 matchs joués. Sandlock est un Américain de descendance polonaise.